# كلوك تاور 3
كلوك تاور 3 (بالإنجليزية: Clock Tower 3)‏ (باليابانية:クロックタワー3) ، هي لعبة إلكترونية أنتجت من قبل شركة كابكوم سنة 2002م، وتعد الجزء الأخير من هذه السلسلة لألعاب الرعب.

## الإنتاج
بعد تعرض شركة هيومان انترتينمنت للإفلاس عام 1999م، تمكنت شركة كابكوم من الحصول على حقوق «كلوك تاور» وإعادة إصدارها عام 2002م .